# تغليف الأغذية
تغليف المواد الغذائية (بالإنجليزية: Food packaging)‏ هو تغليف للأغذية. توفر الحزمة الحماية ومقاومة العبث والاحتياجات الفيزيائية أو الكيميائية أو البيولوجية الخاصة. قد يحمل ملصق حقائق التغذية ومعلومات أخرى حول الطعام المعروض للبيع.

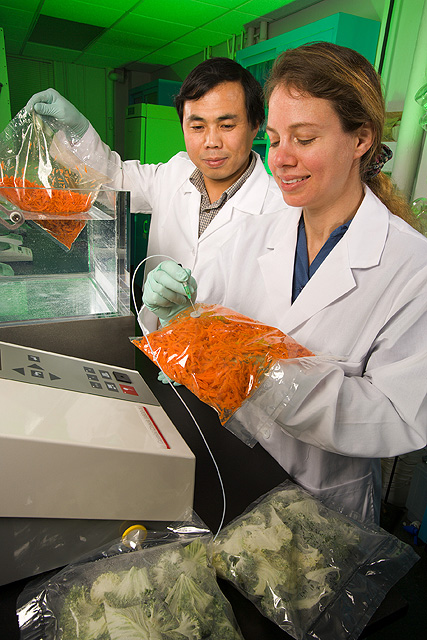
اختبار الجو المعدل في كيس بلاستيكي من الجزر.

## التاريخ
شهد تغليف المنتجات الغذائية تحولًا كبيرًا في استخدام التكنولوجيا وتطبيقها من العصر الحجري إلى الثورة الصناعية:
7000 قبل الميلاد: اعتماد الفخار والزجاج الذي شهد التصنيع حوالي 1500 قبل الميلاد 
1800: استخدم نيكولاس أبيرت، ردًا على استفسارات حول إطالة العمر الافتراضي للطعام للجيش الفرنسي، قوارير زجاجية إلى جانب معالجة الطعام الحرارية. تم استبدال الزجاج منذ ذلك الحين بعلب معدنية في هذا التطبيق.
1870: بدأ استخدام الورق المقوى وحصلت المواد المموجة على براءة اختراع.
ثمانينيات القرن التاسع عشر: أول حبوب مغلفة في صندوق قابل للطي بواسطة شوفان كويكر.
تسعينيات القرن التاسع عشر: براءة اختراع غطاء التاج للزجاجات بواسطة ويليام باينتر.
الستينيات: تطوير العلب المعدنية المسحوبة والمكواة بالجدار المكونة من قطعتين في الولايات المتحدة، جنبًا إلى جنب مع الفتاحة الحلقية وحزمة الكرتون المعقم Tetra Brik.‏
السبعينيات : تم إدخال نظام الباركود في تجارة التجزئة والصناعة التحويلية. تم تقديم تقنية زجاجة نفخ البلاستيك PET المستخدمة على نطاق واسع في صناعة المشروبات.
التسعينيات: تم اعتماد تطبيق الطباعة الرقمية على عبوات المواد الغذائية على نطاق واسع.
شهدت العبوات البلاستيكية استخدامها الافتتاحي خلال الحرب العالمية الثانية على الرغم من اكتشاف المواد المستخدمة في تصنيعها، مثل نترات السليلوز والستايرين وكلوريد الفينيل في القرن التاسع عشر.

## مهام التغليف
التعبئة والتغليف وتوسيم العبوات لها عدة أهداف:
- الحماية المادية - قد يتطلب الطعام المرفق بالعبوة حماية من الصدمات والاهتزاز والضغط ودرجة الحرارة والبكتيريا وما إلى ذلك.
- حماية الحاجز - غالبًا ما يلزم وجود حاجز من الأكسجين وبخار الماء والغبار وما إلى ذلك. التخلل هو عامل حاسم في التصميم. يعد الحفاظ على المحتويات نظيفة وجديدة وآمنة طوال العمر الافتراضي المقصود من الوظائف الأساسية. يتم أيضًا الحفاظ على الأجواء المعدلة أو الأجواء التي يتم التحكم فيها في بعض عبوات الطعام. تحتوي بعض العبوات على مواد مجففة أو ماصات للأكسجين أو ماصات الإيثيلين للمساعدة في إطالة العمر الافتراضي.
- الاحتواء أو التكتل - عادة ما يتم تجميع العناصر الصغيرة معًا في عبوة واحدة للسماح بالتعامل الفعال. تحتاج السوائل والمساحيق والمواد الحبيبية إلى الاحتواء.
- نقل المعلومات - تنقل الحزم والملصقات كيفية استخدام الحزمة أو المنتج أو نقلها أو إعادة تدويرها أو التخلص منها. بعض أنواع المعلومات مطلوبة من قبل الحكومات.
- التسويق - يمكن للمسوقين استخدام العبوات والملصقات لتشجيع المشترين المحتملين على شراء المنتج. يمكن أن تشجع العروض التقديمية للطعام الممتعة من الناحية الجمالية والجذابة الناس على النظر في المحتويات. كان تصميم العبوات ظاهرة مهمة ومتطورة باستمرار لعدة عقود. يتم تطبيق الاتصالات التسويقية والتصميم الجرافيكي على سطح الحزمة و(في كثير من الحالات) شاشة نقطة البيع . يلعب لون العبوة دورًا مهمًا في إثارة المشاعر التي تقنع المستهلك بإجراء عملية الشراء.[10]
- الأمان - يمكن أن يلعب التغليف دورًا مهمًا في تقليل المخاطر الأمنية للشحن. يمكن تصنيع الحزم بمقاومة محسّنة للعبث لمنع العبث ويمكن أن تحتوي أيضًا على ميزات واضحة للعبث للمساعدة في الإشارة إلى العبث. يمكن تصميم الحزم للمساعدة في تقليل مخاطر سرقة الطرود؛ بعض تصميمات الحزم أكثر مقاومة للسرقة وبعضها يحتوي على أختام تشير إلى السرقة. قد تتضمن الحزم أختام المصادقة للمساعدة في الإشارة إلى أن العبوة والمحتويات ليست مزيفة. يمكن أن تشتمل الحزم أيضًا على أجهزة مكافحة السرقة، مثل حزم الصبغة أو علامات RFID أو علامات مراقبة المواد الإلكترونية، والتي يمكن تنشيطها أو اكتشافها بواسطة الأجهزة عند نقاط الخروج وتتطلب أدوات متخصصة لإلغاء تنشيطها. يعد استخدام التغليف بهذه الطريقة وسيلة لمنع خسارة البيع بالتجزئة.
- الملاءمة - يمكن أن تحتوي الحزم على ميزات تضيف الراحة في التوزيع والمناولة والتكديس والعرض والبيع والفتح وإعادة الإغلاق والاستخدام وإعادة الاستخدام .
- التحكم في الحصة - تحتوي العبوة التي تُقدم لمرة واحدة على كمية محددة من المحتويات للتحكم في الاستخدام. يمكن تقسيم السلع السائبة (مثل الملح) إلى عبوات ذات حجم أكثر ملاءمة للأسر المعيشية. كما أنه يساعد في التحكم في المخزون: بيع زجاجات الحليب المختومة بسعة لتر واحد، بدلاً من جعل الناس يجلبون زجاجاتهم لملء أنفسهم.

## الأنواع
تُصنع المواد المذكورة أعلاه في أنواع مختلفة من عبوات وحاويات الطعام مثل:
| المعالجة المعقمة        | ابتدائي     | البيض الكامل السائل أو منتجات الألبان                                          |
| صواني                   | ابتدائي     | جزء من السمك أو اللحم                                                          |
| أكياس                   | ابتدائي     | رقائق البطاطس والتفاح والأرز                                                   |
| مربعات                  | ثانوي       | صندوق مموج من العبوات الأولية: علبة كرتون الحبوب والبيتزا المجمدة              |
| علب                     | ابتدائي     | علبة شوربة الطماطم                                                             |
| كرتون ، ورق مصقول       | ابتدائي     | كرتون بيض أو حليب أو كرتون عصير                                                |
| التعبئة والتغليف المرنة | ابتدائي     | سلطة معبأة                                                                     |
| المنصات                 | بعد الثانوي | سلسلة من الصناديق على منصة نقالة واحدة تُستخدم للنقل من المصنع إلى مركز التوزيع |
| أغلفة                   | بعد الثانوي | تستخدم لتغليف الصناديق على البليت للنقل                                        |

التعبئة الأولية هي العبوة الرئيسية التي تحتوي على الطعام الذي تتم معالجته. تجمع العبوات الثانوية بين الحزم الأولية في صندوق واحد يتم تصنيعه. تجمع العبوات الثلاثية جميع العبوات الثانوية في منصة نقالة واحدة.

## ماكينات التعبئة والتغليف

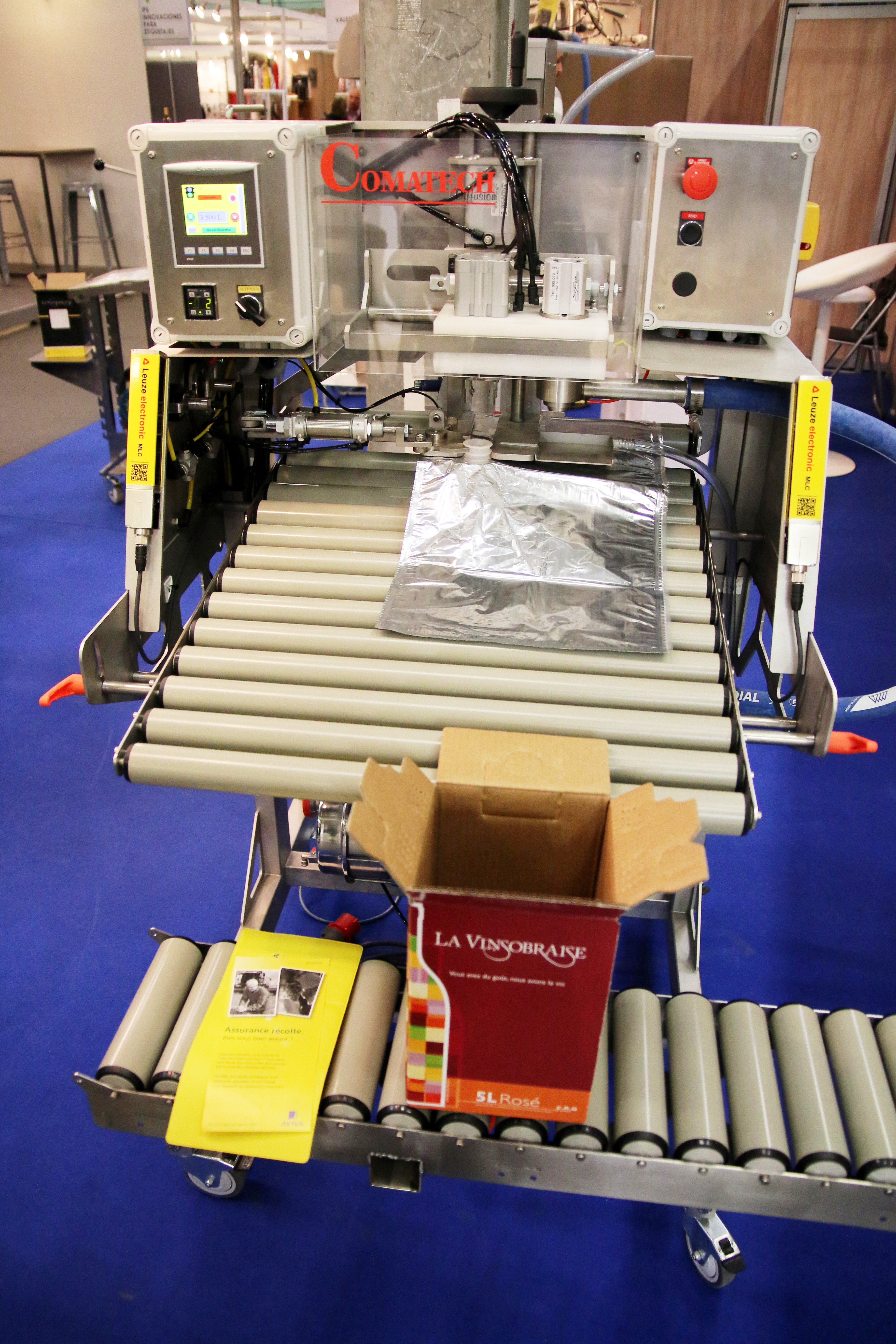
آلات تعبئة الأكياس في الصندوق

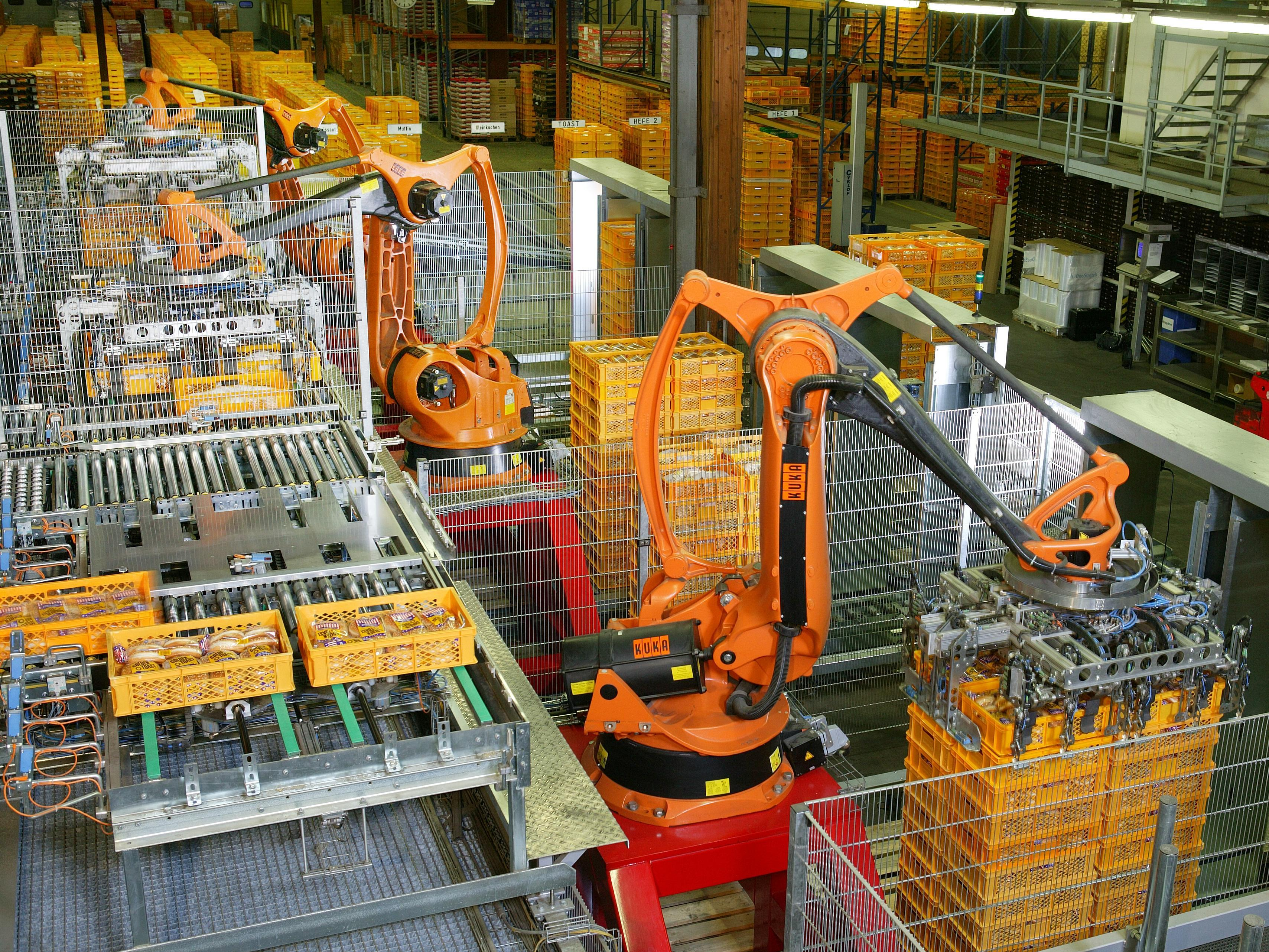
منصة نقالة آلية للخبز مع روبوتات KUKA الصناعية في مخبز في ألمانيا

هناك خيار لماكينات التعبئة والتغليف يتطلب النظر في القدرات التقنية، ومتطلبات العمل، وسلامة العمال، الصيانة، للخدمة، والموثوقية، والقدرة على الاندماج في خط التعبئة والتغليف، تكلفة رأس المال، مساحات العرض، والمرونة (تغيير الإفراط، والمواد، الخ)، واستخدام الطاقة وجودة الحزم الصادرة والمؤهلات (للأغذية والأدوية وما إلى ذلك) والإنتاجية والكفاءة والإنتاجية وبيئة العمل، كحد أدنى.
قد تكون آلات التغليف من الأنواع العامة التالية:
- آلات جلدية وتغليف بالتفريغ الهوائي
- آلات السد، والغطاء، والإغلاق، والختم
- ماكينات التعبئة في علب كرتونية
- ماكينات تشكيل العلبة والصينية والتعبئة والتفريغ والغلق والختم
- فحص آلات الوزن
- ماكينات التنظيف والتعقيم والتبريد والتجفيف
- ماكينات النقل والتجميع
- ماكينات التغذية والتوجيه والوضع
- ماكينات تعبئة المنتجات السائلة والبودرة
- آلات تعبئة وإغلاق العبوات
- آلات تشكيل وملء وختم
- فحص وكشف وفحص آلات الوزن
- منصة نقالة آلات تَحَوُّلُ الطَّبِيلَة وَفْكِ الْوِصَالَةِ
- آلات وضع العلامات، ووضع العلامات، وغيرها من آلات تحديد المنتجات
- ماكينات تغليف
- ماكينات تحويل

## التقليل من تغليف المواد الغذائية
أصبحت العبوات المخفضة والتعبئة المستدامة أكثر تكرارا. يمكن أن تكون الدوافع هي اللوائح الحكومية، وضغط المستهلك، وضغط بائع التجزئة، والتحكم في التكاليف. غالبًا ما يؤدي انخفاض التعبئة والتغليف إلى توفير تكاليف التعبئة.
في المملكة المتحدة، أجرت دراسة استقصائية لرابطة الحكومة المحلية أجراها مكتب أبحاث السوق البريطاني مقارنة بين مجموعة من المنافذ لشراء 29 عنصرًا غذائيًا شائعًا ووجدت أن صغار تجار التجزئة المحليين وتجار السوق «أنتجوا عبوات أقل وأكثر مما يمكن إعادة تدويره من المتاجر الكبيرة».

## إعادة تدوير عبوات المواد الغذائية
بعد الاستخدام، يجب فصل المواد العضوية التي لا تزال في عبوات الطعام عن العبوة. قد يتطلب ذلك أيضًا شطف عبوات الطعام.
يتم إنشاء تغليف المواد الغذائية من خلال استخدام مجموعة متنوعة من البلاستيك والمعادن والورق والمواد الزجاجية. تختلف إعادة تدوير هذه المنتجات عن فعل إعادة استخدامها حرفيًا بالطريقة التي يكون لعملية إعادة التدوير خوارزمية خاصة بها والتي تشمل جمع هذه المنتجات وتحديد مصادرها ومعالجتها وتصنيعها وتسويقها. وفقًا لوكالة حماية البيئة في الولايات المتحدة، كان معدل إعادة التدوير في ارتفاع مطرد مع الإبلاغ عن البيانات أنه في عام 2005 تم إعادة تدوير 40% من عبوات المواد الغذائية والحاويات التي تم إنشاؤها.

## الاتجاهات في تغليف المواد الغذائية
- تتفق العديد من جمعيات صناعة التقارير على أن استخدام المؤشرات الذكية سيزداد. هناك عدد من المؤشرات المختلفة ذات الفوائد المختلفة لمنتجي الأغذية والمستهلكين وتجار التجزئة.
- تستخدم مسجلات درجة الحرارة لمراقبة المنتجات المشحونة في سلسلة التبريد وللمساعدة في التحقق من صحة سلسلة التبريد. أجهزة تسجيل بيانات درجة الحرارة الرقمية تقيس وتسجيل تاريخ درجة حرارة شحنات الطعام. في بعض الأحيان يكون لديهم درجات حرارة معروضة على المؤشر أو لديهم مخرجات أخرى (أضواء، إلخ...): يمكن تنزيل البيانات من الشحنة (كابل، RFID، إلخ...) إلى جهاز كمبيوتر لمزيد من التحليل. تساعد هذه في تحديد ما إذا كان هناك إساءة استخدام لدرجة الحرارة للمنتجات ويمكن أن تساعد في تحديد العمر الافتراضي المتبقي.[13] يمكنهم أيضًا المساعدة في تحديد وقت درجات الحرارة القصوى أثناء الشحن حتى يمكن اتخاذ التدابير التصحيحية.
  - تدمج مؤشرات درجة حرارة الوقت الوقت ودرجة الحرارة التي يمر بها المؤشر والأطعمة المجاورة. يستخدم البعض تفاعلات كيميائية تؤدي إلى تغيير اللون بينما يستخدم البعض الآخر هجرة الصبغة عبر وسيط مرشح. إلى درجة أن هذه التغييرات المادية في المؤشر تتناسب مع معدل تدهور الغذاء، يمكن أن يساعد المؤشر في الإشارة إلى احتمال تدهور الغذاء.[14]
- يتم تطبيق تحديد التردد اللاسلكي على عبوات المواد الغذائية للتحكم في سلسلة التوريد وقد أظهر فائدة كبيرة في السماح لمنتجي الأغذية وتجار التجزئة بإنشاء رؤية كاملة في الوقت الفعلي لسلسلة التوريد الخاصة بهم.
- عادة ما تكون العبوات البلاستيكية المستخدمة غير قابلة للتحلل بسبب التفاعلات المحتملة مع الطعام. أيضًا، غالبًا ما تتطلب البوليمرات القابلة للتحلل ظروف سماد خاصة لتتحلل بشكل صحيح. ظروف مدافن النفايات العادية المختومة لا تعزز التحلل البيولوجي. تشتمل المواد البلاستيكية القابلة للتحلل الحيوي على أغشية وطلاءات قابلة للتحلل الحيوي يتم تصنيعها من المواد العضوية والبوليمرات الميكروبية. بعض مواد التعبئة والتغليف صالحة للأكل. على سبيل المثال، تكون الأدوية أحيانًا في كبسولات مصنوعة من الجيلاتين أو النشا أو البطاطس أو مواد أخرى. يتم تطوير أحدث البلاستيك الحيوي والأفلام والمنتجات.[15]
- هناك تطور وإنتاج متزايد لمواد تغليف المواد الغذائية التي تحتوي على مواد وأنظمة تحقيق تهدف إلى إطالة العمر الافتراضي: انبعاثات ثاني أكسيد الكربون (CO 2 )؛ مضادات الأكسدة (على سبيل المثال هيدروكسي تولين بوتيل (BHT) ، هيدروكسيانيسول بوتيل (BHA)، توكوفيرول، هينوكيتيول)؛ الإنزيمات المضادة للميكروبات (مثل الليزوزيم)، والبوليمرات (مثل بيتا-بوليسين والكيتوزان) والجسيمات النانوية (مثل الفضة والنحاس والذهب والبلاتين وثاني أكسيد التيتانيوم وأكسيد الزنك وأكسيد المغنيسيوم والطبقات النانوية المعدلة عضوياً)؛ بكتريوسينات (مثل نيسين، ناتاميسين)؛ والزيوت الأساسية.[16][17]
- تم استخدام الرموز الشريطية منذ عقود في تغليف العديد من المنتجات. يتم تطبيق الرموز الشريطية ثنائية الأبعاد المستخدمة في الترميز التلقائي بشكل متزايد على تغليف المواد الغذائية لضمان تعبئة المنتجات بشكل صحيح وتاريخ ترميزها.
- تعتمد قدرة العبوة على إفراغ أو توزيع طعام لزج بالكامل إلى حد ما على الطاقة السطحية للجدران الداخلية للحاوية. يعد استخدام الأسطح شديدة المقاومة للماء مفيدًا ولكن يمكن تحسينه بشكل أكبر باستخدام أسطح جديدة مشبعة بمواد التشحيم.[18]

## سلامة الغذاء والصحة العامة
من الأهمية بمكان الحفاظ على سلامة الأغذية أثناء المعالجة، والتعبئة والتخزين والخدمات اللوجستية (بما في ذلك سلسلة التبريد) والبيع والاستخدام. الامتثال للوائح المعمول بها إلزامي. بعضها خاص ببلد معين مثل إدارة الغذاء والدواء الأمريكية ووزارة الزراعة الأمريكية؛ البعض الآخر إقليمي مثل هيئة سلامة الأغذية الأوروبية. تُستخدم أحيانًا برامج إصدار الشهادات مثل مبادرة سلامة الأغذية العالمية. قد تشمل اعتبارات تغليف المواد الغذائية: استخدام تحليل المخاطر ونقاط التحكم الحرجة، وبروتوكولات التحقق والتحقق من الصحة وممارسات التصنيع الجيدة واستخدام نظام فعال لإدارة الجودة وأنظمة التتبع والتتبع ومتطلبات محتوى الملصق. تُستخدم المواد الخاصة التي تلامس الطعام عندما تكون العبوة على اتصال مباشر بالمنتج الغذائي. اعتمادًا على عملية التغليف والمواد الغذائية، غالبًا ما تحتاج آلات التعبئة والتغليف إلى إجراءات غسل وتنظيف يومية محددة.
يجب التحكم بعناية في المخاطر الصحية للمواد والمواد الكيميائية المستخدمة في تغليف المواد الغذائية. يجب التخلص من المواد المسرطنة والمواد الكيميائية السامة والمطفرة وما إلى ذلك من ملامسة الغذاء والهجرة المحتملة إلى الأطعمة.  إلى جانب ذلك، يجب أن يكون المستهلكون على دراية ببعض المنتجات الكيميائية التي يتم تعبئتها تمامًا مثل المنتجات الغذائية لجذبهم. يحتوي معظمهم على صور للفواكه والحاويات تشبه أيضًا عبوات الطعام. ومع ذلك، يمكن أن يستهلكها الأطفال أو البالغين المهملين مما قد يؤدي إلى التسمم.

### التصنيع
قد تحتوي خطوط التغليف على مجموعة متنوعة من أنواع المعدات: يمكن أن يمثل تكامل الأنظمة الآلية تحديًا. تخضع جميع جوانب إنتاج الغذاء، بما في ذلك التعبئة، لرقابة صارمة ولها متطلبات تنظيمية. هناك حاجة إلى التوحيد والنظافة والمتطلبات الأخرى للحفاظ على ممارسات التصنيع الجيدة .إدارة سلامة المنتج أمر حيوي. يجب أن يكون هناك نظام إدارة جودة كامل. يعد تحليل المخاطر ونقاط التحكم الحرجة إحدى المنهجيات التي أثبتت فائدتها. يتضمن التحقق والتحقق جمع الأدلة الوثائقية لجميع جوانب الامتثال. يمتد ضمان الجودة إلى ما وراء عمليات التعبئة والتغليف من خلال التوزيع وإدارة سلسلة التبريد.

## روابط خارجية
"Food Packaging -- Roles, Materials, and Environmental Issues - IFT.org". www.ift.org. مؤرشف من الأصل في 2019-09-24. اطلع عليه بتاريخ 2018-12-03.